# جيمس الأول روزفلت
جيمس الأول روزفلت (بالإنجليزية: James I. Roosevelt)‏ (و. 1795 – 1875 م) هو سياسي، وقاض، ومحام من الولايات المتحدة الأمريكية ولد في مدينة نيويورك.

## التعليم
تعلم في جامعة كولومبيا.